# Рубрии
Рубриите (Rubria, Rubrius) са плебейската фамилия, която се появява по времето на Гай Гракх.
Известни с това име:
- Рубрий Публий Сатурей, народен трибун 133 пр.н.е.
- Гай Рубрий (трибун), народен трибун 122 пр.н.е. с Гай Гракх
- Рубрий (претор), управител на Македония 67 пр.н.е.
- Луций Рубрий, народен трибун 49 пр.н.е.
- Марк Рубрий Руга († сл. 44 пр.н.е.), заговорник против Юлий Цезар
- Публий Рубрий Варвар, префект на Египет 13/12 пр.н.е.
- Тит Рубрий Непот, куратор 38-49 г.
- Рубрий Гал, управител на провинция Мизия 70 г.
- Тит Рубрий Елий Непот, суфектконсул 79 г.
- Гай Рубрий Гал, суфектконсул 101 г.
- Lex Rubria, закон от 122 пр.н.е.